# Christian Adam (Fußballspieler)
Christian Adam (* 26. Januar 1983 in Worms) ist ein deutscher ehemaliger Fußball-Torwart.

## Laufbahn
Der 1983 geborene Christian Adam begann seine Karriere beim Karlsruher SC, in dessen zweiter Mannschaft er bis 2004 spielte. Er kam auch zu drei Einsätzen in der Zweitligamannschaft der Badener.
Ab 2004 folgten je ein Jahr beim Oberligisten SV Sandhausen und beim Verbandsligisten 1. FC Pforzheim. Danach spielte Adam je ein halbes Jahr bei den Regionalligisten SV Elversberg und SV Wehen.
Von 2007 bis 2011 stand Adam beim hessischen Oberligisten RSV Würges unter Vertrag. Seit Januar 2012 spielte Adam in seiner Geburtsstadt bei Wormatia Worms in der zweiten Mannschaft in der siebtklassigen Landesliga Ost. Seit Sommer 2012 zählte er zum Kader der in der Regionalliga spielenden ersten Mannschaft. 2017 beendete er seine Karriere.

## Erfolge
- 2006: Meister der Verbandsliga Nordbaden mit dem 1. FC Pforzheim
- 2007: Meister der Regionalliga Süd mit dem SV Wehen